# Офросимов, Михаил Александрович
Михаи́л Алекса́ндрович Офро́симов (1797—1868) — русский генерал, участник Крымской войны, московский военный генерал-губернатор.

## Биография
Родился 6 августа 1797 года в селе Красная Слобода и происходил из дворян Тульской губернии.
Образование получил в Московском университетском благородном пансионе. После его окончания в 1814 году начал военную службу подпрапорщиком в Лейб-гвардии Измайловском полку.
Произведённый два года спустя в прапорщики, он продолжал служить в том же полку ещё девять лет, причём 22 марта 1825 года был произведён в полковники, с переводом в Лейб-гвардии Егерский (Гатчинский) полк, а в следующем году был переведён в Лейб-гвардии Финляндский полк, в рядах которого он и принял боевое крещение во время русско-турецкой войны 1828—1829 гг. и за отличия, выказанные при осаде и взятии крепости Варны, был награждён 30 сентября 1828 года орденом св. Анны 2-й степени, а 6 декабря получил и бриллиантовые знаки к этому ордену.
По окончании турецкой кампании Офросимов продолжал до 1839 года служить в Лейб-гвардии Финляндском полку, и 25 июня 1833 года, произведённый в генерал-майоры, был назначен командиром полка, а затем, 29 апреля 1839 года, командиром 4-й гвардейской пехотной бригады.
Отчисленный в том же году от должности полкового командира, с оставлением командиром 4-й гвардейской пехотной бригады, Офросимов три года спустя, 25 октября 1842 года, был назначен командующим 1-й пехотной гвардейской дивизией, а по производстве 6 декабря 1844 года в генерал-лейтенанты был утверждён в должности начальника той же дивизии. Два года спустя, Офросимов, ввиду расстроенного здоровья, просил об увольнении его от командования 1-й гвардейской пехотной дивизией, и был назначен состоять при великом князе Михаиле Павловиче, главном начальнике военно-учебных заведений.
В следующем 1847 году Офросимов был назначен начальником 2-й гвардейской пехотной дивизии, с которой и совершил в 1849 году, во время войны с Венгрией, поход к западным пределам России, причём за отличия, выказанные во время этого похода, был награждён орденами Белого Орла (6 декабря 1847 г.) и св. Александра Невского (6 декабря 1849 г.).
Назначенный в 1855 году командующим гвардейским пехотным корпусом, Офросимов вслед затем получил новое назначение — ехать в Крым и принять в командование 2-й пехотный корпус, который участвовал в сражениях против союзников на Крымском полуострове. Однако, в Крыму он пробыл лишь до конца того же года.

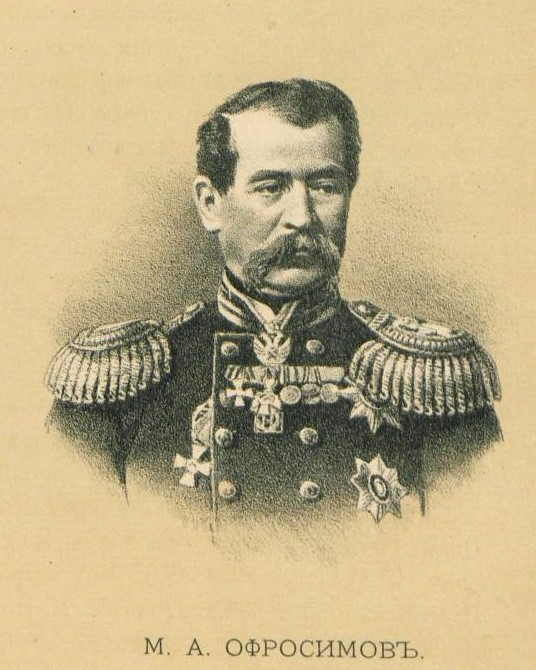
Офросимов М. А., московский военный генерал-губернатор.

26 августа 1856 года, произведённый в генералы от инфантерии, был утверждён в звании командира 2-го армейского корпуса, через год был назначен командиром 6-го армейского корпуса, а через два года назначен начальником резервов армейской пехоты и получил 1 января 1859 года алмазные знаки к ордену св. Александра Невского.
30 августа 1863 года был награждён орденом св. Владимира 1-й степени и вслед затем назначен командиром 3-го резервного корпуса.
28 января 1864 года Офросимов был призван на пост московского военного генерал-губернатора и в то же время был назначен членом Государственного совета. По должности стал одновременно президентом Московского бегового общества. В Москве он прослужил генерал-губернатором менее двух лет. Уволенный в августе 1865 года от должности московского военного генерал-губернатора (причиной послужило конституционное рвение некоторых московских дворян, вызвавшее недовольство Александра II), Офросимов переехал в Петербург.
29 апреля 1866 года был удостоен звания генерала, состоящего при Особе Его Величества, с оставлением в звании члена Государственного совета.
М. А. Офросимов скончался в Петербурге 13 февраля 1868 года, на 71-м году жизни, похоронен в Сергиевой пустыни, рядом с женой — Елизаветой Андреевной, скончавшейся 3 февраля 1863 года.

## Награды
Среди прочих наград Офросимов получил:
- Орден Святого Владимира 4-й степени (22 августа 1826 г.)
- Орден Святого Станислава 2-й степени (14 октября 1831 г.)
- Орден Святого Станислава 1-й степени (30 августа 1834 г.)
- Орден Святой Анны 1-й степени (6 декабря 1836 г., императорская корона к этому ордену пожалована 6 декабря 1840 г.)
- Орден Святого Георгия 4-й степени (17 декабря 1844 г., за беспорочную выслугу 25 лет в офицерских чинах, № 7144 по списку Григоровича — Степанова).

## Вклад в литературу
Офросимов не был чужд и литературы. Он писал стихи, из которых некоторые были положены на музыку; с 1824 по 1834 год перевёл с французского 5 пьес для театра. Некоторые из этих пьес, как например «Мальтийский кавалер» (комедия в 1-м действии в стихах, переделанная из пьесы Скриба «Simple histoire») (1832 г.), «Плащ, или муж, как и всякий» (1830 г.), «Вертер, или заблуждение чувствительного сердца», «Молодая вспыльчивая жена» и «Дружба женщины», в своё время пользовались значительным успехом.
Популярен был и романс «Коварный друг…» Архивная копия от 23 июля 2017 на Wayback Machine
По словам одного из исследователей (С. К. Булича):
в 1840-х годах не было музицирующей барышни, которая не пела бы романс...